# Almosmühle (Waldmünchen)
Almosmühle ist ein Gemeindeteil der Stadt Waldmünchen im Landkreis Cham des Regierungsbezirks Oberpfalz im Freistaat Bayern.

## Geografie
Die Einöde Almosmühle liegt 1,8 Kilometer westlich der Bahnstrecke Cham–Waldmünchen und der parallel zur Bahnlinie verlaufenden Staatsstraße 2146, 6 Kilometer südwestlich von Waldmünchen und 9 Kilometer südwestlich der tschechischen Grenze. Am südlichen Ortsrand von Almosmühle fließt der Stelzenbach (auch: Sinzenbach) in Richtung Westen. Südöstlich von Almosmühle erhebt sich der 596 Meter hohe Bleschenberg mit dem Schratzelloch. Auf dem Bleschenberg befindet sich das Bodendenkmal Burgstall Bleschenberg.

## Geschichte
Almosmühle (auch: Almosmühl, Almusmühl) war die Mühle von Haschaberg. Als solche wurde sie bereits seit 1588 schriftlich erwähnt. Als selbständige Ortschaft erschien sie erst ab 1772. 1776 wurde dort eine Sölde erbaut. Eigentümer der Mühle war Johann Strohmayer. 1808 gab es in Almosmühle eine Mühle mit Schneidsäge.
1808 wurde die Verordnung über das allgemeine Steuerprovisorium erlassen. Mit ihr wurde das Steuerwesen in Bayern neu geordnet und es wurden Steuerdistrikte gebildet. Dabei kam Almosmühle zum Steuerdistrikt Geigant. Der Steuerdistrikt Geigant bestand aus den Dörfern Geigant, Haschaberg und Sinzendorf, dem Weiler Roßhof und der Einöde Almosmühle.
1820 wurden im Landgericht Waldmünchen Ruralgemeinden gebildet. Dabei kam Almosmühle zur Ruralgemeinde Sinzendorf. Zur Ruralgemeinde Sinzendorf gehörten neben Sinzendorf mit 24 Familien das Dorf Haschaberg mit 9 Familien und die Einöde Almosmühle mit 2 Familien.
1829 und 1836 bemühte sich die Gemeinde Sinzendorf um eine Eingemeindung in die Gemeinde Rannersdorf. Diese Anträge wurden jedoch von der Regierung abgelehnt. 1978 verlor die Gemeinde Sinzendorf ihre Selbständigkeit und wurde in die Stadt Waldmünchen eingegliedert.
1975 wurde in Almosmühle ein großes Baugebiet ausgewiesen mit 17 Baugrundstücken. Dieses Baugebiet wurde 1983 um 10 Baugrundstücke erweitert. Dadurch wandelte sich die ehemalige Einöde Almosmühle in eine Ortschaft mit über 100 Einwohnern.
Almosmühle gehört zur Pfarrei Döfering. 1997 hatte Almosmühle 9 Katholiken.

## Einwohnerentwicklung ab 1820
| Jahr | Einwohner  | Gebäude |
| ---- | ---------- | ------- |
| 1820 | 2 Familien | k. A.   |
| 1838 | 13         | 1       |
| 1861 | 12         | 6       |
| 1871 | 9          | 6       |
| 1885 | 8          | 1       |
| 1900 | 17         | 1       |
| 1913 | 11         | 1       |

| Jahr | Einwohner | Gebäude |
| ---- | --------- | ------- |
| 1925 | 11        | 2       |
| 1950 | 14        | 2       |
| 1961 | 4         | 1       |
| 1970 | 9         | k. A.   |
| 1987 | 7         | 2       |
| 2011 | 101       | k. A.   |